# Liste der Naturdenkmale in Dettingen unter Teck
| Naturdenkmale | Anzahl |
| ------------- | ------ |
| FND           | 11     |
| END           | 2      |
| Gesamt        | 13     |

Die Liste der Naturdenkmale in Dettingen unter Teck nennt die verordneten Naturdenkmale (ND) der im baden-württembergischen Landkreis Esslingen liegenden Gemeinde Dettingen unter Teck. In Dettingen unter Teck gibt es insgesamt dreizehn als Naturdenkmal geschützte Objekte, davon elf flächenhafte Naturdenkmale (FND) und zwei Einzelgebilde-Naturdenkmal (END).
Stand: 30. Oktober 2016.

## Flächenhafte Naturdenkmale (FND)
| Name                                     | Bild | Kennung     | Einzelheiten         | Position | Fläche Hektar | Datum         |
| ---------------------------------------- | ---- | ----------- | -------------------- | -------- | ------------- | ------------- |
| Feldhecken im Gewann Schäuble            | BW   | 81160161109 | Dettingen unter Teck | ⊙        | 0,3           | 6. Juli 1994  |
| Feuchtgebiet im Gewann Baumgarten        | BW   | 81160161110 | Dettingen unter Teck | ⊙        | 0,1           | 6. Juli 1994  |
| Feuchtgebiet in der Raigelklinge         | BW   | 81160161104 | Dettingen unter Teck | ⊙        | 0,2           | 25. Aug. 1983 |
| Feuchtwiese am Kegelesbach               | BW   | 81160161106 | Dettingen unter Teck | ⊙        | 0,7           | 6. Juli 1994  |
| Gaulsgumpen im Gewann Kies               |      | 81160161114 | Dettingen unter Teck | ⊙        | 0,3           | 6. Juli 1994  |
| Halbtrockenrasen im Gewann Schnarrenberg | BW   | 81160161107 | Dettingen unter Teck | ⊙        | 0,5           | 6. Juli 1994  |
| Hohlweg „Bergstraße“                     | BW   | 81160161105 | Dettingen unter Teck | ⊙        | 0,8           | 6. Juli 1994  |
| Mannsbergsee                             | BW   | 81160161108 | Dettingen unter Teck | ⊙        | 2,8           | 6. Juli 1994  |
| Naßwiese im Gewann Trieb                 | BW   | 81160161102 | Dettingen unter Teck | ⊙        | 0,4           | 6. Juli 1994  |
| Quellflur im Gewann Berg                 | BW   | 81160161111 | Dettingen unter Teck | ⊙        | 0,3           | 6. Juli 1994  |
| Schilfbestand am Jauchertbach            | BW   | 81160161113 | Dettingen unter Teck | ⊙        | 0,7           | 6. Juli 1994  |
| Legende für Naturdenkmal                 |      |             |                      |          |               |               |

## Einzelgebilde (END)
| Name                                  | Bild | Kennung     | Einzelheiten         | Position | Fläche Hektar | Datum         |
| ------------------------------------- | ---- | ----------- | -------------------- | -------- | ------------- | ------------- |
| Mostbirnbaum im Gewann Berg           | BW   | 81160161112 | Dettingen unter Teck | ⊙        | 0,0           | 6. Juli 1994  |
| 1 Linde (Linde auf dem Käppeleswasen) | BW   | 81160161101 | Dettingen unter Teck | ⊙        | 0,0           | 25. Aug. 1983 |
| Legende für Naturdenkmal              |      |             |                      |          |               |               |